# Szukając rodziny
Szukając rodziny (ang. Finding a Family) – amerykański dramat z 2011 roku w reżyserii Marka Jeana, wyprodukowany przez wytwórnie Entertainment One Television i Patriarch Pictures.

## Opis fabuły
Emigrantka z Rumunii – Ileana Chivescu (Kim Delaney) osiągnęła w Stanach sukces, robiąc karierę uniwersytecką. Również jej syn Alex w jasnych barwach widzi swoją przyszłość, a największym marzeniem chłopca są studia na Harvardzie. Niestety, ich idealne życie kończy się, gdy u Ileany zostaje zdiagnozowana głęboka depresja. Kobieta nie jest w stanie zajmować się synem i wkrótce chłopak trafia do rodziny zastępczej. Zmiana miejsca zamieszkania wymusza też zmianę szkoły, to zaś nie odpowiada Alexowi, który nie chce rezygnować ze swoich harvardzkich planów. Chłopak zaczyna samotną batalię o siebie i swoje wykształcenie.

## Obsada
- Kim Delaney jako Ileana Chivescu
- Jared Abrahamson jako Alex Chivescu
- Sarah-Jane Redmond jako Suzanne Bante
- Paul McGillion jako Jim Bante
- MacKenzie Porter jako Jen Bante
- Genevieve Buechner jako Lucy
- Dee Jay Jackson jako Henry
- Raf Rogers jako Carlos
- Miles Chalmers jako Danny